# ターキーパイのある静物
『ターキーパイのある静物』（ターキーパイのあるせいぶつ、蘭: Stilleven met kalkoenpastei、英: Still Life with a Turkey Pie）は、オランダ黄金時代の画家ピーテル・クラースゾーンが1627年に板上に油彩で制作した静物画である。1881年から、キューケンホフ城のセシリア・マリア・ファン・パラント (Cecilia-Maria van Pallandt)  のコレクションにあったが、1974年にハーグの美術商S.ナイスタット (S.Neistad) に30万ギルダーで売却され、さらに同年の後になって、83万2千ギルダーでアムステルダム国立美術館に売却された。購入に際し、美術館はレンブラント協会 (オランダの美術館の作品購入を支援する組織) とアムステルダム国立美術館利益促進財団 (Stichting tot Bevordering van de Belangen van het Rijksmuseum) の援助を受けた。作品は現在、美術館の「栄誉の間」 (Gallery of Honour) に展示されている。

## 作品
卓上には、東洋の織物上に白いダマスク織のテーブルクロスが掛けられている。右側の中国から輸入された果物鉢には、ブドウとリンゴが入っている。左側の水差しの表面には、テーブルと画架に向かう芸術家の姿が映っている。動物を象った素晴らしい注ぎ口がある水差しが、しろめでできているのか、銀でできているのかは判然としない。しかし、水差しの端は金メッキされているので、銀であろうと思われる。もう少し凝った水差しが1641年に制作されたピーテル・クラースゾーンの3点の絵画に、ほとんど同じ形の水差しがウィレム・クラースゾーン・ヘーダの数点の絵画に、そして、後のアブラハム・ファン・ベイエレンの絵画に見られる。あいにく、しろめ製、銀製いかんにかかわらず、そのような水差しは現存していない。
もう1つの豪華なアイテムは、オウムガイの容器である。青いエナメルの花が留められた金メッキの枠に据えられ、フォルトゥーナを表した像が付けられ、美しく装飾された脚部に載せられている。16世紀と17世紀には、この種の容器は、ドイツとネーデルラントでは人気があり、しばしば豪華な静物画に描かれた。この容器と似たものはまったく現存しておらず、他のピーテル・クラースゾーンやヘーダの静物画にも登場していない。
ターキーパイは真に豪華な料理である。パイ皮の上には羽根と頭部があり、嘴には花の咲いた枝が付けられている。ターキーの残りの部分はパイの中に入っている。本作同様、1627年に制作された『クジャクパイ、水差し、キジのローストのある静物』にも似たようなパイが登場しており、本作とは、サイズ、技量の点で類似している。1626年制作の本作よりやや小さく、より初期のヴァージョンでは、白い羽根のあるヤマウズラが登場している。